# Klub književnika
Klub književnika (pol. Klub literata) – restauracja w Belgradzie, znajdująca się przy ulicy Francuskiej, w pobliżu Teatru Narodowego.

## Historia
Budynek przy ulicy Francuskiej 7 został wzniesiony pod koniec lat 50. XIX w. przez kupca serbskiego 
Pećanaca, w stylu neoklasycystycznym. W XIX w. mieściła się w nim ambasada Imperium Osmańskiego, a następnie ambasada Stanów Zjednoczonych. W okresie międzywojennym budynek stanowił siedzibę Auto Clubu. W 1946 budynek został przekazany Stowarzyszeniu Pisarzy Serbskich. W podziemiach budynku ulokowano kafejkę, która służyła członkom Stowarzyszenia do spotkań towarzyskich. W 1952 lokal przekształcił się w stołówkę, oferując proste posiłki.
Od 1954 kierownictwo klubu objęli Ivo Kusalić i Nikola Bosanac, a klub zaczął był dostępny także dla klientów, którzy nie należeli do Stowarzyszenia. W 1957 nowym kierownikiem Klubu književnika został Budimir "Buda" Blagojević, który zmienił charakter lokalu, przekształcając go w jedną z najmodniejszych restauracji w stolicy Jugosławii. Otwarty także w nocy, przez sześć dni w tygodniu stał się miejscem spotkań najbardziej znanych przedstawicieli środowisk artystycznych Jugosławii, a także wojskowych i dyplomatów. Znani aktorzy (Ljubinka Bobić, Jovan Milicević), reżyserzy (Žorž Skrigin, Vojislav Nanović), a także malarze i naukowcy bywali regularnie w klubie i posiadali tam zarezerwowane miejsca. Gośćmi Klubu byli także obcokrajowcy, przyjeżdżający do Belgradu, w tym Alberto Moravia, Simone de Beauvoir i Jean-Paul Sartre. Odwiedziny zagranicznych artystów w Klubie wiązały się najczęściej z ich udziałem w belgradzkich festiwalach (FEST, BITEF, BEMUS).
W latach 80. XX w. Klub stał się miejscem spotkań dysydentów, którzy potem robili kariery w post-komunistycznej Serbii (Zoran Đinđić, Vojislav Koštunica, Vuk Drašković, Vojislav Šešelj). Bywali tam także dyplomaci z państw zachodnich oraz liczni funkcjonariusze Służby Bezpieczeństwa.
W latach 90., w czasie wojny w Bośni i Hercegowinie klientami restauracji stali się belgradzcy gangsterzy. Klub književnika był ulubionym lokalem Željko Ražnatovicia "Arkana". 15 lutego 1997  po spędzeniu wieczoru w restauracji został zamordowany przed budynkiem znany w środowisku przestępczym Rade Ćaldović "Ćenta" wraz z towarzyszącą mu dziennikarką Mają Pavić.
W 2008 właścicielem Klubu književnika został belgradzki restaurator Zoran "Brija" Lazarević. Klub poddano renowacji, a po ponownym otwarciu działał przez 7 dni w tygodniu. W czerwcu 2010 prasa belgradzka pisała wielokrotnie o restauracji, w związku z incydentem, wywołanym przez aktorkę Katarinę Radivojević, która zaczęła się awanturować i wybijać szyby, po czym została wyrzucona z lokalu przez obsługę.